# 元雍
元 雍（げん よう、? - 528年）は、北魏の皇族。高陽王。字は思穆。

## 経歴
献文帝と韓貴人のあいだの子として生まれた。485年、潁川王に封じられ、侍中・征南大将軍を加えられた。後に中護軍に任じられ、鎮北大将軍を領した。高陽王に改封された。孝文帝の洛陽遷都にともない、七廟の神主を洛陽に移した。
孝文帝が南征を敢行すると、元雍は鎮軍大将軍を代行し、留守中の事務を総覧した。衛尉に転じ、散騎常侍を加えられ、使持節・鎮北将軍・相州刺史に任じられた。征北将軍に進んだ。
宣武帝の初年、散騎常侍のまま、使持節・都督冀相瀛三州諸軍事・征北大将軍・開府・冀州刺史に転じた。洛陽に入って驃騎大将軍・司州牧となった。司空公に転じ、律令を議論して定め、国政に参与した。太尉公となり、侍中を加えられた。ときに旱害が起こったため、退任を望んだが、宣武帝に慰留された。太尉・侍中のまま太保に任ぜられた。
孝明帝の初年、太極西柏堂に入り、政務を決裁した。宗師となり、太傅・侍中に進み、太尉公を領した。勅命により営国子学寺が造られ、元雍はそこに住んだ。領軍の于忠が朝政を専断すると、元雍は王邸に軟禁された。于忠は詔をいつわって、元雍を殺そうと図ったが、侍中の崔光に止められた。霊太后が臨朝称制し、于忠が冀州刺史として出されると、元雍は増封され、侍中・太師に任じられ、使持節を加えられ、司州牧を領した。
孝明帝が親政を始めても、元雍は使持節・司州牧・侍中・太師・録尚書事のままであった。孝明帝が元服すると、元雍は太保を兼ね、太尉の崔光とともに冠礼を執り行った。位は丞相に上り、さまざまな特権が与えられ、元叉とともに政務を決裁した。
元雍は、先妻の盧氏の死後、博陵の崔顕の妹を後妻として迎え、彼女を「東崔」と号した。延昌年間以後、元雍は多数の妾妓を侍らせ、崔氏を捨てて別室に幽閉し、わずかな衣食を給するのみであった。崔氏が突然死すると、元雍が殴り殺したと噂された。霊太后が元雍に女妓を賜うこととし、まだ送っていなかったところ、元雍は宦官を派遣して宮中から4人を邸に連れ帰った。太后は元雍の勝手なふるまいをとがめて、彼女たちを追い停めた。
528年4月、爾朱栄により河陰で殺害された。仮黄鉞・相国の位を追贈され、諡を文穆といった。
子に元端・元泰・元叡・元誕・元育がいた。

## 伝記資料
- 『魏書』巻21上 列伝第9上
- 『北史』巻19 列伝第7